# Goldman & Salatsch

Werbung von Goldman & Salatsch (1901)

Goldman & Salatsch in einer Huldigung der k.u.k. Hof- und Kammerlieferanten zum Thronjubiläum 1908

Goldman & Salatsch war ein exklusiver Herrenausstatter in Wien während der Monarchie und bis in die 1930er Jahre. Das Unternehmen hatte seinen Sitz im 1. Bezirk am Graben 20, ab etwa 1911 im sogenannten Looshaus am Michaelerplatz.

## Geschichte

Michael Goldman

Emanuel Aufricht

Das Unternehmen war eines der vornehmsten und bedeutendsten Kundengeschäfte für Herrenkleider, Wäsche- und Modewaren allerfeinsten Genres. Die Firma war die allererste, die das Abonnementsystem eingeführt hat und kann auch die einzige genannt werden, die nach diesem Systeme einen großen Teil der hohen Aristokratie zu ihren Kunden zählt.
Für Sportausrüstungen wie Automobil, Tennis, Golf, Ritt und Jagd brachte die Firma stets neue Spezialitäten.
Die Inhaber waren k.u.k. österreichische und königlich bayerische Hoflieferanten, erzherzogliche Kammerlieferanten, Lieferanten des k. und k. Yachtgeschwaders, diverser Jagd- und Reitergesellschaften usw. Das Unternehmen beteiligte sich bei der III. Internationale Automobil-Ausstellung in Wien 1903 als Lieferant des österreichischen Automobilklubs mit diversem Zubehör wie Brillen, Schutzhauben, Staubmänteln, Waterproofs und Pelzen.
1909 erteilte Leopold Goldmann dem Architekten Adolf Loos den Bauauftrag zur Errichtung eines Geschäftsgebäudes am Michaelerplatz 3, gleich gegenüber der Hofburg. Bauleiter war Ernst Epstein, errichtet wurde es von der Baufirma Pittel & Brausewetter. Goldmann ließ sich von Loos auch das Interieur seines privaten Wohnhauses gestalten.
Um 1917 waren Leopold Goldman und Emanuel Aufricht die Geschäftsführer von Goldman & Salatsch.
Das Unternehmen überstand den Ersten Weltkrieg, aber wurde vor dem Ausbruch des Zweiten Weltkrieges aufgelöst.